# Oreste Zamor
Emmanuel Oreste Zamor (1861-28 de julio de 1915) fue un militar y político haitiano, efímero Presidente de Haití en 1914.

## Biografía
Durante la guerra civil haitiana, Oreste Zamor y su hermano Charles, ambos generales, entraron en el conflicto, lo que resultó en una presidencia breve para Oreste del 8 de febrero al 29 de octubre de ese año. Tuvo dificultades con el general Joseph Davilmar Théodore, que se negó a reconocer su autoridad, y con los empresarios estadounidenses que tenían intereses financieros en Haití.
El gobierno de los Estados Unidos buscó el control de las aduanas en Haití bajo el gobierno de Zamor. Los gobiernos francés y alemán se opusieron a las demandas de los Estados Unidos, y el Secretario de Estado William Jennings Bryan presentó una propuesta modificada (el "Plan Farnham", que incluía la supervisión de las aduanas, las finanzas y el crédito haitianos) a Charles Zamor. Los Zamor rechazaron aceptar el plan a menos que Estados Unidos creara la apariencia de que estaban bajo presión militar para hacerlo. El plan nunca fue implementado, y la guerra civil en Haití se reanudó en el verano de 1914.
Después de cuatro meses de lucha, Oreste Zamor fue expulsado de la presidencia y sucedido por Theodore. Fue ejecutado el año siguiente por el gobierno de Vilbrun Guillaume Sam.